# 松井丈典
松井 丈典（まつい たけのり、1996年8月6日 - ）は、ラグビーユニオン選手。

## 来歴
2015年、旭野高校卒業後、早稲田大学に入る。
2019年、早稲田大学卒業後、クボタスピアーズ(現・クボタスピアーズ船橋・東京ベイ)に加入。
2021年3月14日にジャパンラグビートップリーグ第4節Honda HEAT戦に途中出場で公式戦初出場を果たす。
2025年5月、2024-25シーズン限りでのクボタスピアーズ船橋・東京ベイ退団を発表。